# Prehistorie van de Britse Eilanden
De prehistorie van de Britse Eilanden omvat de voorgeschiedenis van Groot-Brittannië, Ierland, het eiland Man en omringende kleinere eilanden.  Het was de periode in de menselijke aanwezigheid van de Britse Eilanden die zich uitstrekte tot de Romeinse invasie in 43 AD.
Gelegen aan de rand van Europa drongen buitenlandse technologische en culturele verwezenlijkingen veel later door tot de Britse Eilanden dan in andere delen van Europa. Traditioneel wordt de geschiedenis van de Britse Eilanden dan ook omschreven als die van herhaaldelijke golven van migranten die nieuwe technologieën en culturele invloeden mee brachten. Recent archeologisch onderzoek heeft ertoe geleid dat aan deze theorie toenemend getwijfeld wordt. Men is tot het inzicht gekomen dat de relatie van de Britse Eilanden tot het continent aanzienlijk complexer was dan tot dusver aangenomen. Veel van de veranderingen die men bij opgravingen aantreft worden nu meer toegeschreven aan het gevolg van de lokale bevolking die vreemde gebruiken overnamen dan aan vreemde invallers.

## Steentijd

### Paleolithicum
De Britse Eilanden worden reeds honderdduizenden jaren bewoond door leden van het geslacht Homo. In perioden van extreme kou waren de Britse Eilanden niet voor mensen bewoonbaar. Bovendien werd dan een groot deel van de regio bedekt door een ijskap. De eerste mensen behoorden waarschijnlijk tot Homo erectus, maar deze hebben slechts stenen werktuigen achtergelaten. Tot de vroegste menselijke fossielen behoort de Swanscombe-schedel, ingedeeld als H. heidelbegensis. Later kwamen de neanderthalers, en in de laatste tienduizenden jaren de moderne mens. 
Een in Kents Cavern bij Torquay in Cornwall gevonden bovenkaak werd C14-gedateerd tot een leeftijd van ten minste 41.500 jaar. Dit maakt het de oudste vondst van een anatomisch moderne mens in Noordwest-Europa. 
Gedurende de laatste ijstijd, het Weichselien, lag er zoveel water opgeslagen in het landijs dat de zeespiegel 120 m lager lag dan nu. De Britse Eilanden waren vanaf het vasteland te voet te bereiken. Na de laatste ijstijd was Groot-Brittannië lange tijd afgesneden van de rest van Europa. Pas rond 4.000 BC verschenen er opnieuw mensen, meer bepaald neolithische nomaden. Mogelijk behoorden de toenmalige laatpaleolithische bewoners van de Britse Eilanden tot de Magdaléniencultuur.
De oudste gevonden sporen van menselijke bewoning in Schotland zijn ongeveer 9.000 jaar oud. Na het einde van de laatste ijstijd, van ongeveer elf duizend jaar geleden, trokken mensen over landbruggen naar het noorden. Mogelijk oudere sporen van neanderthalers zijn alle uitgewist door het oprukkende ijs. Menselijke aanwezigheid gedurende de volgende millennia blijkt uit archeologische opgravingen.
De eerste menselijke bewoning van Ierland dateert van na de laatste ijstijd. Destijds waren Groot-Brittannië en Ierland nog verbonden met het Europese vasteland. Na het smelten van het vele ijs steeg de waterspiegel en werd Ierland een eiland. Vooral vanuit Engeland kwamen nieuwe bewoners - per boot - naar het eiland. De oudste archeologische vondsten zijn een prehistorisch fort en een kamp bij Mount Sandel.

### Mesolithicum
Na het einde van de ijstijd was de zeespiegel rond 6.000 v.Chr. zover gestegen dat de Britse Eilanden weer werden afgesneden van de rest van Europa. Met het smelten van de ijskap trokken mensen naar het noorden. Het Mesolithicum, de periode waarin de mens leefde van jagen, vissen en voedsel verzamelen, begon op de Britse eilanden rond 7.000 v.Chr. De belangrijkste vindplaats op de Britse Eilanden is Star Carr in North Yorkshire.

### Neolithicum

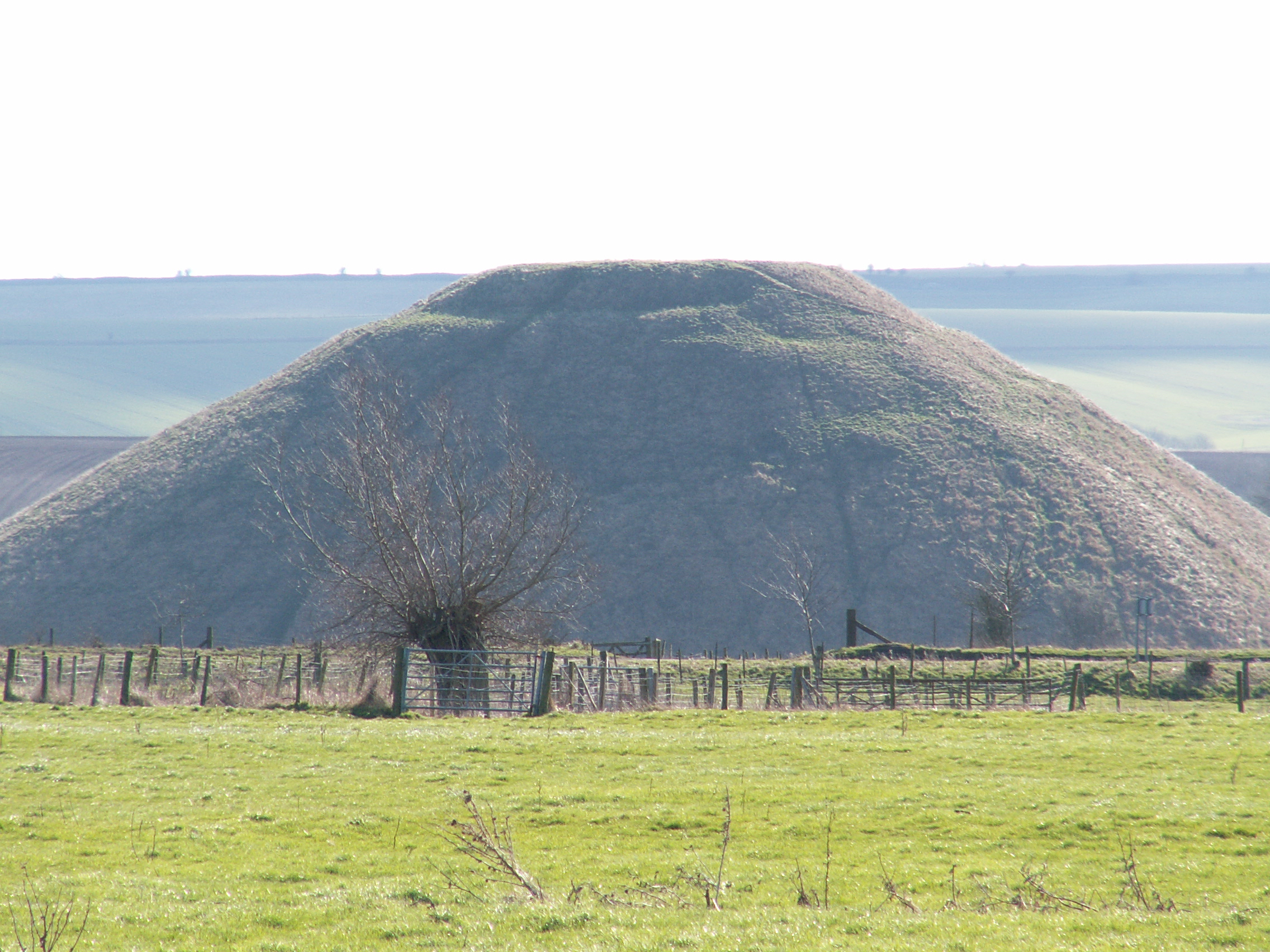
Silbury Hill, Wiltshire, de grootste kunstmatige heuvel van Europa, lijkt een collectieve grafheuvel, maar is het niet

Gedurende het vijfde millennium deden landbouw en veeteelt hun intrede op de Britse Eilanden; daarmee begon het Neolithicum, de Nieuwe Steentijd. Deze baanbrekende ontwikkeling was al eerder begonnen in Zuidwest-Azië. Ook de meeste landbouwgewassen waren uit die regio afkomstig. De innovatie ontstond deels uit noodzaak, omdat door bevolkingsgroei en overbejaging onvoldoende wild overbleef om te voorzien in de voedselbehoefte van de mensen. Het nomadenbestaan maakte plaats voor wonen in permanente nederzettingen, waar boeren voedsel verbouwden, ambachtslieden werktuigen vervaardigden en handelaren contacten onderhielden met andere nederzettingen. Overigens legde niet iedereen zich op landbouw toe; sommigen bleven jagen, vissen of voedsel verzamelen.
Op termijn bleek landbouw een grotere hoeveelheid voedsel op te leveren. Dit stimuleerde de vervaardiging van aardewerk om het voedsel in te bewaren en als kookgerei. Hierdoor zijn er ook meer voorwerpen overgebleven die de archeoloog tot bron kunnen dienen.
Rond 3000 v.Chr. bereikten de eerste neolithische bevolkingsgroepen Ierland.
In het derde millennium voor Christus bezetten verschillende volken met een eigen cultuur de Britse eilanden. Een deel ervan kwam van het Iberisch Schiereiland en bouwde megalieten aan de zuid- en westkusten. Ook Stonehenge dateert uit deze periode. Rond 2400 v.Chr. arriveerden in twee grote golven andere mensen, van de klokbekercultuur. Zij onderscheiden zich door de bekers die hun graven versieren.
Rond 3.500 v.Chr. werd in zuidelijk Engeland de ploeg gebruikt. De landbouwopbrengsten namen hierdoor toe. Dit was een reden om bossen te rooien. Sporen van vroege ontginningen zijn gevonden in Blea Tarn in Cumbria (ca. 4.500 v.Chr.) en in Hockham Mere in Norfolk (ca. 4.050 v.Chr.).
De "grote huisdieren", schapen, geiten, varkens en runderen, werden om diverse redenen gehouden. Behalve vlees leverden zij melk en huiden, maar wol kwam pas later, tijdens de bronstijd, in gebruik. Sommige werden als last- of trekdier gebruikt. Spoedig deed ook het wiel zijn intrede.
Tijdens het late neolithicum, kopertijd en bronstijd werd Stonehenge gebouwd, een groots megalithisch monument. Rond het monument heeft John Aubrey een cirkel van 56 gaten in de grond gevonden, met daarin menselijke resten. Waren dit terdoodveroordeelden? Niet ver van Stonehenge ligt Silbury Hill, een 40 meter hoge kunstmatige heuvel. Er zijn talloze verklaringen voor de bouw van dergelijke indrukwekkende monumenten bedacht. Veel theorieën leggen een verband met religie en het hiernamaals. Het blijven slechts gissingen.

## Kopertijd
Op de Britse Eilanden werd koper voor het eerst in Ierland gebruikt, vanwaar het zich vervolgens naar het oosten verspreidde. De eerste periode van de kopertijd in Groot-Brittannië was de Meldon Bridge-periode, welke duurde van 3000 tot 2750 v.Chr.  
In de kopertijd waaide de klokbekercultuur over vanaf het Europese vasteland. 

## Bronstijd
De bronstijd begon in Ierland rond 2000 v.Chr. De eerste metalen voorwerpen waren nog van goud en koper, maar al snel leerde men brons te maken van een legering van koper en tin. Veel bronzen voorwerpen werden door heel Europa vanuit Ierland verspreid. Een nieuwe bevolkingsgroep arriveerde in Ierland: het klokbekervolk, genoemd naar de vorm van de bekers die ze maakten. Ze deden aan mijnbouw en brachten nieuwe religieuze gebruiken mee.
De bronstijd zag de bloei van de Wessexcultuur. Een intrigerende vondst uit deze periode zijn de bronzen lepels, twee bij ieder lijk, die aangetroffen zijn op een begraafplaats in Kent. Er zijn ruïnes van heuvelforten gevonden, waarvan de oudste stamt uit 1500 v.Chr. 
De oude Britten waren bedreven handelaars die uitgebreide handels- en culturele banden hadden met de rest van West-Europa. Dit was de tijd van de Atlantische bronstijd. Vooral tin was zeer geliefd vanwege het gebruik ervan om samen met koper brons te kunnen maken. Het was overvloedig aanwezig in bepaalde delen van Groot-Brittannië (o.a. Cornwall).

## IJzertijd
De ijzertijd begon op de Britse Eilanden rond 850 v.Chr. In deze periode vestigden Keltische stammen zich op de Britse Eilanden. De Keltische invasies waren vooral intensief omstreeks 400 v.Chr. (de midden-La Tène-cultuur), en in de eerste eeuw v.Chr. volgde de immigratie van Gallische en Belgische stammen.
De Keltische talen en culturen hebben de plaatselijke geschiedenis langdurig en diepgaand beïnvloed. Naarmate de bevolking toenam, gingen de verschillende stammen meer oorlog met elkaar voeren. 
Opvallend is dat in de ijzertijd de zorg voor de overledenen vrijwel verdwenen lijkt. In het zuidoosten van Engeland is nauwelijks een spoor van een zorgvuldige begraving gevonden. Hier en daar zijn menselijke beenderen tussen afval in putten gevonden. Van Caenegem spreekt zelfs van "het mysterie van de onvindbare doden uit de ijzertijd". Het is aannemelijk dat de meeste lijken werden verbrand. Daarmee is echter nog niet verklaard waarom hiervan geen sporen zijn teruggevonden.
Van de pre-romeinse beschavingen van de Britse Eilanden hadden alleen de Kelten een geschreven taal, waarvan echter weinig resten overgebleven zijn. Hierdoor zijn we voor informatie over hun geschiedenis, cultuur en levensstijl afhankelijk van de informatie dat we bekomen uit archeologische vindplaatsen.
De eerste geschreven sporen van Groot-Brittannië en zijn inwoners vinden we terug bij de oud-Griekse zeevaarder Pytheas die rond 325 v. Chr. de Britse kustgebieden verkende.